# Эскаланте, Хайме
Хайме Альфонсо Эскаланте Гутьеррес (исп. Jaime Alfonso Escalante Gutiérrez; 31 декабря 1930 — 30 марта 2010) — боливийско-американский педагог, известный тем, что с 1974 по 1991 год преподавал математический анализ учащимся средней школы Гарфилда в Восточном Лос-Анджелесе. Эскаланте стал героем фильма 1988 года «Выстоять и добиться», в котором его сыграл Эдвард Джеймс Олмос.

## Биография
Эскаланте родился в 1930 году в Ла-Пасе, Боливия. Оба его родителя были учителями. Эскаланте гордился своим происхождением из народа аймара.

### Преподавание в Боливии и США
Эскаланте на протяжении 12 лет преподавал математику и физику в Боливии, прежде чем иммигрировать в Соединённые Штаты. Он работал на разных работах, одновременно изучая английский язык и получая ещё одну степень, прежде чем в конечном итоге вернуться к преподаванию.
В 1974 году он начал преподавать в старшей школе Гарфилда, преимущественно детям из бедных семей, зачастую испаноязычных. Поначалу Эскаланте был настолько обескуражен неподготовленностью своих учеников, что позвонил своему бывшему работодателю и попросил вернуть ему старую работу. В конце концов Эскаланте передумал, найдя 12 учеников, желающих посещать занятия по алгебре.
Вскоре после того, как Эскаланте перешёл в высшую школу Гарфилда, её аккредитация оказалась под угрозой, и он предложил курс по высшей математике для сдачи экзамена AP Calculus. Решив изменить статус-кво, Эскаланте убедил нескольких учаеников, что с хорошим образованием они смогут получить работу в области инженерии, электроники и компьютеров, если выучат математику.
В первые годы учительства Эскаланте администрация школы часто выступала против него. Заместитель директора пригрозил ему увольнением за то, что он приходил слишком рано, уходил слишком поздно и не получал административного разрешения на сбор средств для оплаты экзаменов по программе углубленного изучения предметов. Положение дел изменилось с приходом нового директора Генри Градильяса, пересмотревшего учебную программу.
Эскаланте продолжил преподавать в Гарфилде и в 1978 году провел свой первый курс по высшей математике. Он пригласил коллегу-преподавателя Бена Хименеса и преподавал матанализ пятерым ученикам, двое из которых сдали соответствующий тест повышенной сложноти. В следующем году размер класса увеличился до девяти учеников, семеро из которых сдали этот тест. К 1981 году класс увеличился до 15 учеников, 14 из которых успешно сдали. Эскаланте отверг общепринятую практику ранжирования учащихся от первого к последнему, но часто говорил своим ученикам, чтобы они выкладывались по полной при выполнении заданий.

### Национальное внимание
В 1982 году Эскаланте впервые привлёк внимание средств массовой информации, когда 18 его учеников сдали экзамен Advanced Placement Calculus. Служба образовательного тестирования посчитала результаты подозрительными, поскольку все они допустили одну и ту же математическую ошибку в шестой задаче, а также использовали одни и те же необычные названия переменных. Четырнадцати из тех, кто сдал экзамен, было предложено пересдать его. Все двенадцать согласившихся подтвердили свои баллы.

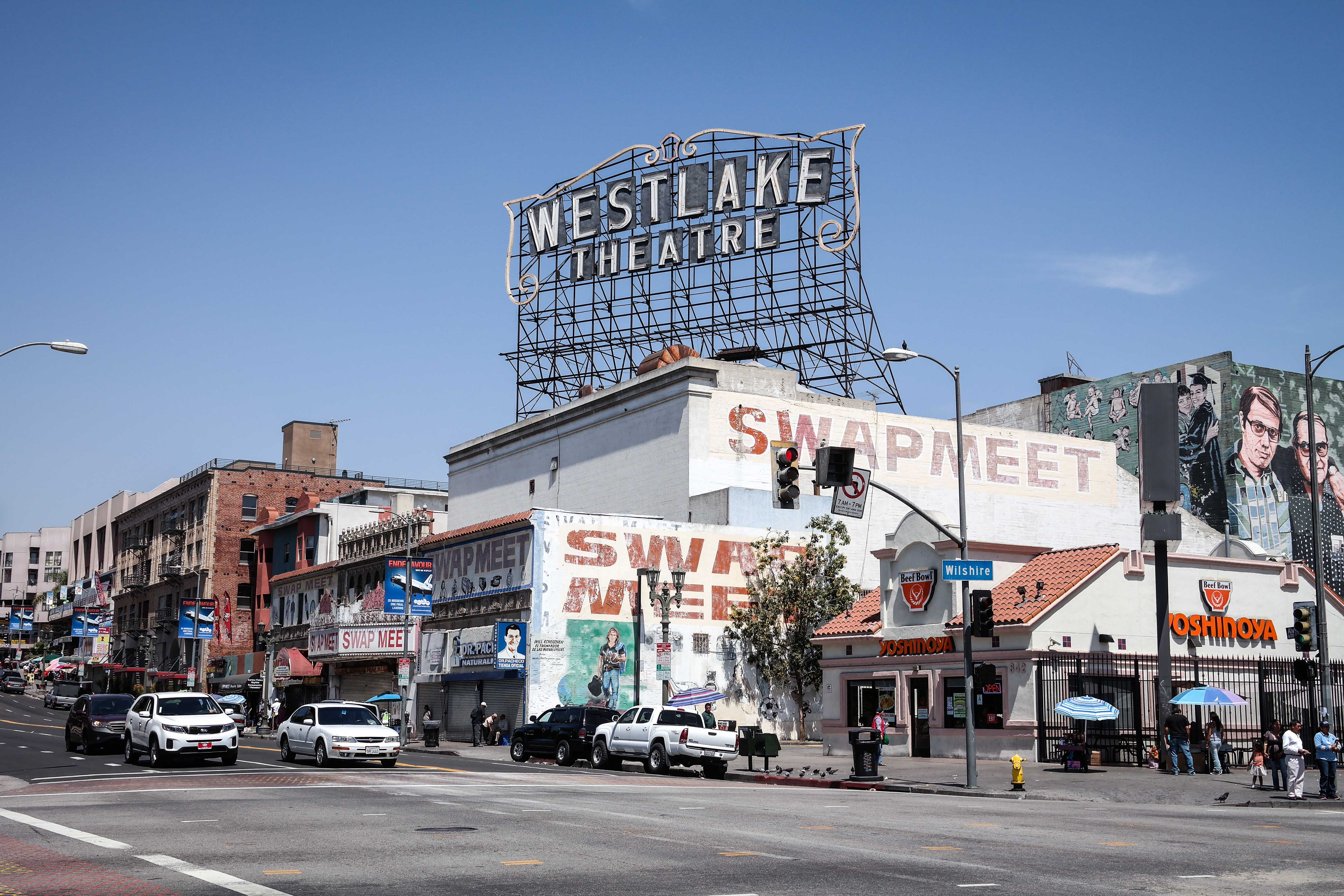
Здание театра «Уэстлейк», фреска-мурал на боковой стене с изображением Хайме Эскаланте и Эдварда Джеймса Олмоса.

В 1983 году число учеников, записавшихся и сдавших экзамен по исчислению, увеличилось более чем вдвое. В том году экзамен сдавали 33 человек, 30 из них успешно. В том же году он начал преподавать исчисление в колледже Восточного Лос-Анджелеса. К 1987 году 83 учеников сдали экзамен уровня AB, а еще 12 — уровня BC. Это был пик программы. В том же году Градильяс отправился в академический отпуск, чтобы закончить докторскую диссертацию, надеясь, что по возвращении его восстановят на должность директора.
В 1988 году по мотивам событий 1982 года вышла книга Джея Мэтьюза «Эскаланте: лучший учитель Америки» (Escalante: The Best Teacher in America) и фильм «Выстоять и добиться» (Stand and Deliver). Эскаланте описал фильм «Выстоять и сделать» как «90% правды, 10 % драмы» и заявил, что из фильма были упущены несколько моментов.
Учителя и другие заинтересованные просили разрешения присутствовать на его занятиях. Он делился с ними: «Ключ к моему успеху с молодёжью — это очень простая и проверенная временем традиция: упорный труд как учителя, так и ученика». Эскаланте посещали политические лидеры и знаменитости, включая президента Рональда Рейгана и актёра Арнольда Шварценеггера:210. В 1990 году Эскаланте сотрудничал с Фондом содействия развитию науки и образования, чтобы создать видеосериал «Будущее» (Futures), получивший премию Пибоди.

### Уход из Гарфилда
В последние годы в Гарфилде Эскаланте получал угрозы и письма с оскорблениями. К 1990 году он потерял пост заведующего кафедрой математики. Программа углубленного изучения математики в Эскаланте расширилась до более чем 400 учащихся. В некоторых случаях численность его классов превышала 50 человек — существенно выше лимита в 35 учеников, установленного профсоюзом учителей. В 1991 году число учеников Гарфилда, сдающих экзамены углубленного изучения математики и других предметов, возросло до 570. В том же году Эскаланте и Хименес покинули Гарфилд, объясняя свой уход политикой администрации и мелочной завистью. Эскаланте нашел новую работу в средней школе Хайрама У. Джонсона в Сакраменто (Калифорния). На пике успеха Эскаланте выпускники Гарфилда поступали в Университет Южной Калифорнии в таком количестве, что их было больше, чем со всех остальных средних школ в рабочем районе Восточного Лос-Анджелеса вместе взятых:297. Даже провалившие экзамен AP часто продолжали обучение в Калифорнийском государственном университете в Лос-Анджелесе.
Анджело Вильявисенсио, один из избранных Эскаланте инструкторов, взял на себя руководство программой после ухода Эскаланте и в течение следующего года обучал оставшихся 107 учеников в двух классах. 67 из них сдавали экзамен AP, 47 успешно. Упадок математической программы в Гарфилде стал очевиден после ухода Эскаланте, Вильявисенсио и других преподавателей, участвовавших в её разработке. Всего за несколько лет число учеников Гарфилдского университета, успешно сдавших экзамены по математической программе, сократилось более чем на 80 %. В 1996 году Вильявисенсио связался с новым директором Гарфилда Тони Гарсией и предложил вернуться, чтобы помочь возродить умирающую программу, но его предложение было отклонено.

### Дальнейшая жизнь

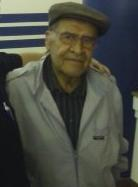
Эскаланте в 2000-х

В середине 1990-х годов Эскаланте стал ярым сторонником внедрения образования исключительно на английском языке. В 1997 году он присоединился к инициативе Рона Унца «Английский для детей», которая в конечном итоге положила конец двуязычному образованию в школах Калифорнии.
В 2001 году, после многих лет преподавания в Калифорнии, Эскаланте вернулся в родную Боливию. Он жил в родном городе своей жены, Кочабамбе, и преподавал в Университете Привада дель Валле. Он часто возвращался в США, чтобы навещать своих детей.
В начале 2010 года Эскаланте совершил последнюю поездку в США для прохождения лечения рака мочевого пузыря. Когда он столкнулся с финансовыми трудностями из-за стоимости лечения от рака, ряд бывших учеников Эскаланте и актёрский состав фильма о нём, включая Эдварда Джеймса Олмоса, собрали необходимые средства для оплаты его медицинских счетов.

### Смерть и наследие
Эскаланте умер 30 марта 2010 года в доме своего сына, проходя лечение рака мочевого пузыря. Ему было 79 лет.
1 апреля 2010 года в средней школе Гарфилда прошла панихида в честь Эскаланте. Ученики почтили его минутой молчания память на ступенях кампуса. Поминки состоялись 17 апреля 2010 года в классной комнате школы.
Эскаланте похоронен в Мемориальном парке Роуз-Хиллз в Уиттиер-Лейксайд-Гарденс. В 2016 году Почтовая служба США выпустила памятную марку 1-го класса с его изображением.

## Награды и почести
- 1988 — Президентская медаль за выдающиеся достижения в образовании, врученная президентом Рональдом Рейганом[23]
- 1988 — Лауреат премии Hispanic Heritage Awards
- 1990 — Почётный доктор гуманитарных наук Калифорнийского государственного университета, Лос-Анджелес[24]
- 1990 — Почётный доктор права Университета Конкордия, Монреаль[25][26]
- 1990 — Почётный доктор права Университета Северного Колорадо[27]
- 1990 — Ежегодная премия Jefferson Awards за выдающиеся заслуги перед обществом в пользу обездоленных, присуждаемая[28]
- 1991 — Почётный доктор наук Массачусетского университета в Бостоне[29]
- 1998 — Почётный доктор гуманитарных наук Виттенбергского университета[30]
- 1998 — Премия «Свободный дух» от Форума свободы (Freedom Forum)
- 1998 — Премия Андреса Бельо от Организации американских государств
- 1999 — Включён в Национальный зал славы учителей[31]
- 2002 — член Президентской консультативной комиссии по вопросам образовательного совершенства для испаноязычных американцев[32]
- 2005 — Высшая государственная награда Центра молодёжной гражданственности
- 2005 — Лучший учитель Северной Америки — Freedom Forum
- 2014 — Учредительный лауреат премии Foundational Award (вместе с Генри Градильясом и Анджело Вильявисенсио), посмертно вручённой Фабиоле Эскаланте — Премия Эскаланте-Градильяса за выдающиеся достижения в области образования[33]

В 1993 году в его честь был назван астероид 5095 Эскаланте.